# Sclerophion
Sclerophion är ett släkte av steklar. Sclerophion ingår i familjen brokparasitsteklar.
Kladogram enligt Catalogue of Life:
| Sclerophion | \| \| Sclerophion longicornis \| \| \| \| \| \| Sclerophion uchidai \| \| \| \| |
|             | \| \| Sclerophion longicornis \| \| \| \| \| \| Sclerophion uchidai \| \| \| \| |
|             | Sclerophion longicornis                                                         |
|             |                                                                                 |
|             | Sclerophion uchidai                                                             |
|             |                                                                                 |